# Arnošt Machovský
Arnošt Machovský (* 1. ledna 1933, Brno), často chybně uváděný jako René Machovský, je bývalý československý hráč ledního hokeje. Nejvyšší soutěž hrál i v kopané za Rudou hvězdu Brno

## Klubové statistiky
| Sezona     | Klub                 | Soutěž     | Základní část | Základní část | Základní část | Základní část | Základní část | Play off | Play off | Play off | Play off | Play off |
| Sezona     | Klub                 | Soutěž     | Z             | G             | A             | B             | TM            | Z        | G        | A        | B        | TM       |
| ---------- | -------------------- | ---------- | ------------- | ------------- | ------------- | ------------- | ------------- | -------- | -------- | -------- | -------- | -------- |
| 1953-54    | Rudá hvězda Brno     | TCH        | 2             | 0             | 0             | 0             | —             | —        | —        | —        | —        | —        |
| 1954-55    | ČH Bratislava        | TCH-2      | 6             | 4             | 0             | 4             | —             | —        | —        | —        | —        | —        |
| 1956-57    | Spartak Královo Pole | TCH        | 13            | 1             | 0             | 1             | —             | —        | —        | —        | —        | —        |
| TCH celkem | TCH celkem           | TCH celkem | 15            | 1             | 0             | 1             | —             | —        | —        | —        | —        | —        |

## Fotbalová kariéra
Do svých 19 let nastupoval za Zbrojovku Brno, poté narukoval do nově vzniknuvší TJ Rudá hvězda Brno, kde působil 9 let. Kromě 4 sezon v první lize odehrál za fotbalovou Kometu také 5 sezon ve 2. nejvyšší soutěži (1953–1956 a 1961/62). V roce 1960 se stal vítězem Spartakiádního poháru. V Poháru vítězů pohárů 1960/61 odehrál 2 utkání, neskóroval.

### Ligová bilance
| Ročník                                   | Zápasy | Góly | Klub                |
| ---------------------------------------- | ------ | ---- | ------------------- |
| 1. československá fotbalová liga 1957/58 | 7      | 0    | TJ Rudá hvězda Brno |
| 1. československá fotbalová liga 1958/59 | 22     | 0    | TJ Rudá hvězda Brno |
| 1. československá fotbalová liga 1959/60 | 15     | 0    | TJ Rudá hvězda Brno |
| 1. československá fotbalová liga 1960/61 | 8      | 0    | TJ Rudá hvězda Brno |
| CELKEM                                   | 52     | 0    |                     |